# Tornado de Los Ángeles de 2019
El tornado de Los Ángeles de 2019 fue un fenómeno meteorológico ocurrido el día jueves 30 de mayo de 2019 durante el anochecer, en la ciudad de Los Ángeles, Región del Biobío, Chile. Es calificado como F2 en la escala Fujita-Pearson.

## El tornado
Según relatos locales, el tornado se originó en un barrio residencial de la ciudad de Los Ángeles, llamado Sor Vicenta, en las cercanías del Terminal de Buses Rodoviario; durando entre 6 y 10 minutos.
Además, el tornado dejó un total de 12 000 personas sin suministro eléctrico en la zona noreste de la ciudad.

## Razones
Según la Oficina Nacional de Emergencia del Ministerio del Interior, el desarrollo de este fenómeno poco frecuente en la zona se produjo por intensos vientos e inestabilidad en la zona por el paso del sistema frontal, generando que la nubosidad se desarrollara hasta el suelo, dando origen a este tornado.